# 劇団プレステージ
劇団プレステージ（げきだんプレステージ、gekidan prestage）は、日本の劇団。2010年に旗揚げして本公演と番外公演を催す。芸能事務所Don-crewがマネジメントする。

## 概要
アミューズに所属した若手俳優達が結成した劇団で、幅広い役柄を演じられる俳優を育てるべく組織した。2020年4月に独立し、2024年12月現在で劇団員は5名。「劇プレ」などと略称されることも多い。独立後は新たなYouTubeチャンネルで動画投稿やYouTube LIVEを行う。
泥臭くても暑苦しくても役者として、「より多くの人達にエンターテイメントを通じて感動を届けたい。」と熱い想いを持つがむしゃらな俳優らが構成する。
劇の内容に沿い、テーマ曲やテーマソングを作成してダンスする。公演のごとに歌唱曲のCDを作成して販売し、ライブイベントも催す。
アミューズ所属時代に配信した劇団プレステージの映像コンテンツは、ストラボ東京サービス統合により配信終了となった。配信終了となった映像コンテンツは劇団が引き取り、現在はYouTubeメンバーシップで配信している。
本公演「Have a good time?」劇中の台詞から、ファンをファミマーと愛称する。
メンバーが単独出演するものは、各個人項目で詳述する。

## メンバー

### 現メンバー
（入団年、生年月日、所属事務所）
- 髙頭祐樹（2005年、1982年5月20日（42歳）、オレガ)
- 坂田直貴（2005年、1983年12月17日（41歳））
- 長尾卓也（2010年、1988年6月2日（36歳）、white Dream)
- 岩田玲（2009年、1989年9月2日（35歳）、オレガ)
- 大村和明（2022年、1998年3月19日（27歳）、TWIN PLANET）

### かつて所属していたメンバー
カッコ内は退団日
- 松田一輝
- 松永一哉
- 松岡哲也
- 結城洋平（2014年3月31日）
- 山下銀次（2015年5月31日）
- 春日由輝（2017年5月8日[3]）
- 平埜生成（2017年5月8日[3]）
- 石原壮馬（2019年5月31日[4]）
- 猪塚健太（2019年5月31日[4]）
- 今井隆文（2019年5月31日[4]）
- 太田将熙（2019年5月31日[4]）
- 大村まなる（2019年5月31日[4]）
- 風間由次郎（2019年5月31日[4]）
- きづき（2020年3月31日）
- 小池惟紀（2020年3月31日）
- 園田玲欧奈（2020年3月31日）
- 原田新平（2020年3月31日）
- ZU（2022年7月25日)
- 加藤潤一（2022年8月27日）
- 株元英彰（2022年8月27日）
- 向野章太郎（2022年8月27日）
- 秀光（2022年8月27日）
- 曽根一樹
- 石附潤（2023年12月31日）
- 加奈部叶人（2023年12月31日）
- 奥秋賢将（2024年11月30日）
- 林瑠之介（2024年11月30日）
- 月野孝介（2024年11月30日）

## 経歴
- 2005年、Amuse-Prestage project-unitとして発足。初作品公演。[5]
- 2010年10月、旗揚げ公演が行われる。
- 2013年04月、公演拠点を千本桜ホールから、CBGKシブゲキ!!に移す。
- 2014年07月、10周年の企画「PP10」始動。
- 2014年10月、tvkより劇団初の民放ＴＶ番組『銀の劇プレ』を放送。[6] [7]
- 2014年11月、期間限定 会員制スペシャルWEBサイト「P!」オープン。
- 2015年08月、劇団初の地方公演(大阪公演)、紀伊国屋サザンシアターでの公演を果たす。
- 2016年02月、石田明（NON STYLE）の脚本で番外公演を成功させる。[8]
- 2018年12月、第14回本公演「終わり to はじまり」で初めて本公演の脚本・企画を劇団員（今井隆文）だけで務めた。[9]
- 2020年4月1日、アミューズから離れて独立運営することを発表。[10]
- 2020年9月1日、「温故知新プロジェクト」始動。動画配信サイトVimeoで過去作品の配信を開始[11]。
- 2022年3月、初めて客演を招いて公演する。
- 2023年1月1日、ストラボ東京で配信していた映像コンテンツをYouTubeメンバーシップにて配信開始

## 公演記録

### Amuse-Prestage project-unit
- 『ROOM』（2005年1月15日 - 16日、千本桜ホール）
- Chapter８-テキーラ、そしてサンライズ-（2005年9月23日 - 25日、千本桜ホール）
- 恋はケ・セラ・セラ（2006年2月9日 - 12日、千本桜ホール）
- MILD SEVEN EXTRA LIGHT-おだやかな7つの余分だけど、特別な輝き-（2006年10月5日 - 9日、千本桜ホール）
- チェリーの木の下で（2007年3月14日 - 18日、千本桜ホール）
- チェリーの木の下で-DT-MAX08’-（2008年4月10日 - 13日、千本桜ホール）
- ブラックパールが世界を動かす（2009年4月8日 - 12日、千本桜ホール）
- オレたちの高校白書-偏差値27からの完全犯罪-（2009年9月2日 - 6日、千本桜ホール）
- マフィアは電柱の根元に葉巻を置いたか？（2010年3月17日 - 22日、千本桜ホール）

### 劇団プレステージ
- 第1回本公演「ペンシルビルWARS〜眠らぬ街のアツい日〜」（2010年10月23日 - 31日、千本桜ホール）
- 第2回本公演「サイキックフライト！〜頑張る7人のエスパーとあと2、3人〜」（2011年4月28日 - 5月8日、千本桜ホール）
- 第3回本公演「『ゼツボー荘』より愛を込めて」（2011年11月22日 - 12月6日、千本桜ホール）
- 番外公演「サイキックフライト！〜頑張る7人のエスパーとあと2、3人〜（再演）」（2012年3月2日 - 6日、千本桜ホール）
- 第4回本公演「Have a good time?」（2012年8月17日 - 9月2日、千本桜ホール）
- 第5回本公演「ゴーストレイト」（2013年4月19日 - 29日、CBGKシブゲキ!!）[12]
- 第6回本公演「アウタースペース109」（2013年9月25日 - 10月6日、CBGKシブゲキ‼︎）[13]
- 第7回本公演「ボーンヘッド・ボーンヘッダー」（2014年4月18日 - 29日、CBGKシブゲキ‼︎）[14]
- 第8回本公演「ブラックパールが世界を動かす（再演）」（2014年8月20日 - 31日、CBGKシブゲキ‼︎）[15]
- 第9回本公演「WORLD'S ENDのGIRLFRIEND」（2015年2月8日 - 22日、CBGKシブゲキ‼︎）[16]
- 番外公演「チェリーの木の下で -DT-MAX15'-」（2015年4月10日 - 19日、千本桜ホール）[17]
- 番外公演「『ゼツボー荘』より愛を込めて ぶち壊す！！！！！」（2015年4月21日 - 29日、千本桜ホール）[17]
- 第10回本公演「Have a good time?（再演）」（2015年8月8日 - 9日、森ノ宮ピロティホール / 8月12日 - 23日、紀伊国屋サザンシアター）[18]
- 番外公演「君のそばにいたいのに」（2016年2月12日 - 21日、CBGKシブゲキ‼）[8]
- 第11回本公演「リサウンド〜響奏曲〜」（2016年9月2日 - 18日、CBGKシブゲキ!!）[19]
- 劇団プレステージ×ヨーロッパ企画「突風!道玄坂歌合戦」（2016年12月7日 - 20日、CBGKシブゲキ!!）[20]
- 第12回本公演「URA! URA! Booost」（2017年8月16日 - 27日、紀伊国屋サザンシアター）[21]
- 第1回企画公演「あいつのチョキ」  (2018年2月27日 - 3月6日、千本桜ホール)[22]
- 第2回企画公演「僕を狂わす三億円」  (2018年4月22日 - 29日、恵比寿エコー劇場)[23]
- 第13回本公演「ディペンデントデイ〜7人の依存症〜」（2018年8月1日 - 12日、CBGKシブゲキ!!）[24]
- 第14回本公演「終わり to はじまり」（2018年12月12日 - 23日、CBGKシブゲキ!!）[9]
- 第15回本公演「大地からのレラ!」（2019年9月28日 - 10月6日、CBGKシブゲキ!!）[25]
- 第16回本公演「浅草チャンバラ・メリーゴーランド」（2020年11月6日 - 10日、浅草花劇場）[26]
- 第17回本公演「Have a good time?（再々演）」（2022年3月2日 - 7日、シアター・アルファ東京）[27]
- 第18回本公演「シナリオに映る半月」（2023年2月22日 - 26日、劇場MOMO）[28]
- 第19回本公演「チェリーの木の下で-DT-MAX-」（2023年10月19日 - 22日、コフレリオ新宿シアター）
- 第20回本公演「お気に召すかな？」（2024年8月22日 - 25日、駅前劇場）
- 第21回本公演「ノロとゴン」（2025年4月24日 - 29日、シアター711）

### 劇団内ユニット
（）内はユニット名
- んざんび君。（プリン爆弾 of Prestage Project）（2012年12月7日 - 9日、千本桜ホール）[29]
- 女戦（パンティーストッキング of Prestage Project）（2013年8月2日 - 11日、千本桜ホール）[30]
- トーキョー・タイム・パラドクス（プレイボーイ of Prestage Project）（2013年8月13日 - 18日、千本桜ホール）[30]

## その他の活動

### イベント
- 劇的に！マザー牧場で動物と劇プレに触れ合おうツアー（2012年10月6日、マザー牧場）
- Amuse presents SUPER ハンサム LIVE 2012（2012年12月28日、パシフィコ横浜 国立大ホール）ゲスト出演
- 劇・プレ博2013 ～初春の広報戦略～（2013年3月20日、新宿ロフトプラスワン）[31]
- Prestage Party in PONGI（2014年2月16日、アミューズミュージカルシアター）
- 『銀の劇プレ』ファン感謝イベント（2014年11月30日）
- Amuse presents SUPER ハンサム LIVE 2014（2014年12月26日 - 27日、パシフィコ横浜 国立大ホール）ゲスト出演
- 劇・プレ博2015 ～初夏の広報戦略～（2015年7月5日、J-SQUARE SHINAGAWA）[32]
- Prestage Party at PIT～てんやわんやの大感謝祭～（2015年11月3日、豊洲PIT）[33]
- フレッシュマンへの挑戦状（2016年7月23日・30日・8月11日、レトロバックページ / 森ノ宮ピロティホール / 恵比寿ザ・ガーデンホール）[34]
- 渋谷のラジオの学校プレゼンツ！集まれ野武士フェスティバル‼～渋ラジSOUL 2016 夏の陣～（2016年8月11日、恵比寿 ザ・ガーデンホール）[34]
- Prestage Party at 赤坂プリッツ ～真夏のオールスター大感謝祭～（2017年7月16日 - 17日、赤坂BLITZ）[35]
- 劇団プレステージ JAPANプレミア上映イベント（2018年10月29日 - 30日、新宿ピカデリー／大阪ステーションシティシネマ／名古屋ミッドランドスクエアシネマ）[36]
- 夏だ!千本だ!劇プレだ!ファミマー大感謝祭!!〜卒業式と始業式〜（2022年8月27日、千本桜ホール）

### ラジオ
- 劇団プレステージのオールナイトニッポンGOLD（2013年1月3日、ニッポン放送）
- 劇団プレステージのオールナイトニッポンR（2014年1月4日・7月12日・2015年1月24日、ニッポン放送）
- コミュニティFM「渋谷のラジオの学校」（2016年4月7日 - 2020年9月28日）[37]
- &CAST!!!アワー ラブランチ!ザ・サンデー（2018年9月9日 - 2020年3月29日、＆CAST+!!! / 文化放送超!A&G+）[38]
- コミュニティFM「渋谷のラジオの惑星（木曜）」（2020年10月1日 - ）

### テレビ
- 銀の劇プレ[39]（2014年10月18日 - 12月27日、tvk）[6][7]

### DVD
- 劇団プレステージ第8回本公演「ブラックパールが世界を動かす（再演）」（2014年）
- 劇団プレステージ第9回本公演「WORLD'S ENDのGIRLFRIEND」（2015年）[40]
- 劇団プレステージ第10回本公演「Have a good time?（再演）」（2015年）[41]
- 劇団プレステージ第11回本公演「リサウンド～響奏曲～」（2017年）
- 劇団プレステージ第12回本公演「URA! URA! Booost」（2017年）
- 劇団プレステージ第2回企画公演「僕を狂わす3億円」（2018年）
- 劇団プレステージ第13回本公演「ディペンデントデイ〜7人の依存性〜」（2018年）
- 劇団プレステージ第14回本公演「終わり to はじまり」（2018年）
- 劇団プレステージ第15回本公演「大地からのレラ！」（2019年）
- 劇団プレステージ第16回本公演「浅草チャンバラ・メリーゴーランド」（2020年）
- 劇団プレステージ第17回本公演「Have a good time?（再々演）」（2022年9月）
- 劇団プレステージ第18回本公演「シナリオに映る半月」（2023年6月）
- 劇団プレステージ第19回本公演「チェリーの木の下で-DT-MAX-」（2023年12月）

### CD
- 劇団プレステージミニアルバム「P1（ピーワン）」（2015年）

### 写真集
- 劇団プレステージ PRESTAGE PREMIUM PHOTOBOOK「P！」（2015年）[7]